# 新戦略兵器削減条約
新戦略兵器削減条約（しんせんりゃくへいきさくげんじょうやく、新START、英: New Strategic Arms Reduction Treaty、New START）は、2011年2月5日にアメリカとロシアの間で発効した核兵器の軍縮条約である。

## 概要
第一次戦略兵器削減条約(START I、1991年)は2009年12月5日に次の条約を締結することなく失効した。そのため後継条約の締結を決議していたが、2010年3月26日、アメリカ大統領のバラク・オバマとロシア大統領のドミートリー・メドヴェージェフが電話会談し最終合意に達したと発表した。新条約は4月8日にチェコのプラハで署名式が行われ調印された。この条約はアメリカ議会上院とロシア議会の批准により発効となる。この条約は米露両国に対して条約発効後の7年以内の履行を規定し、発効後の有効期限は10年間で最大5年の延長を可能とする。条約の履行の検証については、米露両国政府による相互査察により確認する。
この条約の発効や履行の障害となる要素として、ミサイル防衛についての米露両国政府の認識の差異や主張の対立がある。第二次戦略兵器削減条約(START II、1993年)はアメリカ議会上院が批准したがロシア議会が批准せず、履行時期の2007年までの延期とミサイル防衛の制限を規定した追加議定書はロシア議会が批准したがアメリカ議会上院が批准せず、結果として発効しなかったが、ミサイル防衛についての米露両国政府の認識の差異や主張の対立は新戦略兵器削減条約(新START、New START)の交渉や署名においても解消されていない。この条約は前文と16の条文と154ページの議定書で構成されるが、ロシア側が求めていたアメリカのミサイル防衛計画の制限には規定していない。ロシア政府は米露両国政府間でミサイル防衛について合意できていない部分がある、アメリカのミサイル防衛システムの配備により、ロシアの戦略核戦力が減少または無力化される場合はロシアは条約を破棄する権利を持つと表明した。
2010年9月17日に、アメリカ上院外交委員会は批准承認を決議し、さらに2010年12月22日には、アメリカ上院は条約を批准した。2011年1月25日にはロシアの下院が批准、2011年1月26日にはロシアの上院が批准した。アメリカの上院が批准した法案には、アメリカのミサイル防衛(MD)システムの開発と配備はこの条約に規制されないとの付帯条項を含んでいる。ロシアの上院と下院が批准した法案には、アメリカのミサイル防衛(MD)システムの配備が、ロシアの戦略核戦力を減少または無力化させ、アメリカとロシアの戦略核兵器戦力のバランスを不均衡にして、ロシアの安全保障にとって脅威になる場合は、ロシアはこの条約を脱退できるとの付帯条項を含んでいる。
2011年2月5日開催中のミュンヘン安全保障会議において米ロ間で批准書の交換が行われ条約は発効した。
2011年11月23日、ロシア大統領のメドベージェフは、テレビ演説で、アメリカなどが進める欧州ミサイル防衛(MD)計画への対抗措置としてカリーニングラード州（ロシアの飛び地）に新型ミサイルシステム「イスカンデル」を配備すると警告した。一方、アメリカ国務省は、アメリカの欧州MD計画に反発して、メドベージェフが「新START」からの離脱を警告したことについて、離脱する根拠はなく、計画を見直す考えがないことを明らかにした。
2021年1月26日、アメリカ大統領のジョー・バイデンとロシア大統領のウラジーミル・プーチンが電話会談し、同年2月に期限を迎える新戦略兵器削減条約を、2026年2月までの5年間延長することで大筋合意した。翌27日にロシア議会で法案が可決され、29日にはプーチン大統領が法案に署名を行った。ウクライナ侵攻のあった翌2022年の11月11日には11月下旬から12月上旬の間にエジプトのカイロで2国間協議を行うことが発表されたが、直前になって延期が発表、アメリカ国務省によるとロシアから一方的に延期が通告されたという。
2023年2月21日、ロシアのプーチン大統領は、モスクワで行った年次教書演説で、新戦略兵器削減条約の履行停止を表明し、翌月1日に、ロシアのプーチン大統領が新戦略兵器削減条約の履行停止を定めた法律に著名した。

## 旧条約（START I）との比較
|              | 例                                                                      |                          | 旧条約 (START I) 1991年 | 新条約 (新START)           | 新条約 (新START)           |
| アメリカ     | 例                                                                      | ロシア                   | 旧条約 (START I) 1991年 |                            |                            |
| ------------ | ----------------------------------------------------------------------- | ------------------------ | ----------------------- | -------------------------- | -------------------------- |
| 戦略核弾頭   | 大型                                                                    | 配備数                   | 6000発                  | 1550発                     | 1550発                     |
| 戦略核弾頭   | 大型                                                                    | 未配備数（備蓄）         | 6000発                  | 数量制限なしに備蓄可能     | 数量制限なしに備蓄可能     |
| 戦術核弾頭   | 小型                                                                    | 配備数                   |                         | 数量制限なしに備蓄可能     | 数量制限なしに備蓄可能     |
| 戦術核弾頭   | 小型                                                                    | 未配備数（備蓄）         |                         | 数量制限なしに備蓄可能     | 数量制限なしに備蓄可能     |
| 運搬手段     | 短距離核ミサイルなど (射程500km以下)                                    |                          |                         | 数量制限なしに備蓄可能     | 数量制限なしに備蓄可能     |
| 運搬手段     | 大陸間弾道ミサイル 潜水艦発射の弾道ミサイル 重爆撃機（戦略爆撃機）※など | 保有数（未配備分を含む） | 1600基機                | 800基機                    | 800基機                    |
| 運搬手段     | 大陸間弾道ミサイル 潜水艦発射の弾道ミサイル 重爆撃機（戦略爆撃機）※など | 配備数                   | 1600基機                | 700基機                    | 700基機                    |
| ミサイル防衛 |                                                                         |                          |                         | 対露MD網の構築を制限しない | 対露MD網配備時には破棄する |

※ 米軍はSTART2後にB-1B爆撃機より核運用能力を除去し、その後も核運用能力の復活を企図していなかったものの、旧START条約の規定上継続して「１基の核弾頭に換算される１機の重爆撃機」とカウントされ続けていた。米側の要求に基づき、新START発効初年度に米露は協議を行い米露双方でB-1Bに核攻撃能力が無い事を確認、「区別機能」を持つデータベースに記録される事によりB-1Bは核弾頭１基に換算される重爆撃機から除外された。